# Eduard Bartels (Jurist, 1872)
Eduard Erich Carl Gustav Otto Friedrich Bartels (* 26. März 1872 in Osnabrück; † 5. Juli 1928) war ein deutscher Reichsgerichtsrat.

## Leben
Sein Vater war Louis Friedrich August Eduard Bartels (1832–1907), Senatspräsident beim Oberlandesgericht Hamburg. Seine Mutter Hermine (1842–1910) war eine geborene Wedekind. Er besuchte seit der Untertertia die Gelehrtenschule des Johanneums. Nach dem Abitur 1891 studierte er Rechtswissenschaften. 1894 wurde er in Leipzig promoviert. Der Hanseate wurde 1894 vereidigt. 1899 wurde er zunächst Rechtsanwalt. 1901 wechselte er in den Staatsdienst als Amtsrichter, was dem hamburgischen und englischen Brauch entsprach, den Bartels befürwortete. Oberlandesgerichtsrat wurde er 1913. Im Ersten Weltkrieg war er ab August 1918 beim Kaiserlichen Bezirksgericht in Antwerpen aufsichtführender Bezirksrichter. Diese Gerichte wurden 1918 errichtet und verfuhren nach dem belgischen materiellen Recht und deutschen Prozessrecht, allerdings unter erstinstanzlicher Anwendung der Eventualmaxime. 1921 ernannte ihn der Senat zum  Honorarprofessor bei der Rechts- und Staatswissenschaftlichen Fakultät der Hamburgischen Universität. Er sagte „das akademische Lehren durch Collegia [habe ihm] fast noch mehr Freude gemacht als der richterliche Beruf.“ 1925 kam er an das Reichsgericht. Er war als Richter im II. Zivilsenat tätig. Nach einer schweren Operation 1927 verstarb er im Juli 1928 im Amt. Bartels war Mitglied des Deutschen Gymnasialvereins.

## Schriften
- Die clandestina possessio an Grundstücken, Diss. Leipzig 1894.
- „Deutsche Gerichtsbarkeit in Belgien und Prozeßreform“, Deutsche Juristen-Zeitung, Jahrgang 24 (1919), Sp. 459.